# 汪清县
汪清县（中国朝鲜语：／ Wangchŏng hyŏn */?），是吉林省延边朝鲜族自治州下辖的一个县，1909年置县。汪清县位于延边朝鲜族自治州东北部，距俄罗斯40公里，朝鲜18公里，总面积9016平方公里，朝鲜族占总人口的28.5%:79-80。縣人民政府駐汪清街東392號。
汪清是有名的黑木耳生产基地，被国务院授予“黑木耳千担县”的称号，1998年汪清县被列为全国山区综合开发示范县。汪清县境内的满天星风景区是个省级风景名胜区，被国家民委领导人题词命名为“中国朝鲜族博览城”。:85

## 行政区划
汪清县下辖3个街道、8个镇、1个乡和6个类似乡级单位：大川街道、新民街道、长荣街道、大兴沟镇、天桥岭镇、罗子沟镇、百草沟镇、春阳镇、复兴镇、东光镇、汪清镇、鸡冠乡、汪清林业局、天桥岭林业局、大兴沟林业局、八人沟农场、罗子沟农场和复兴农场。
2017年前，县政府在汪清镇境内的汪清县主城区设有8个社区工作委员会：南山、大明、大川、幸福、新民、新华、东振和江北。2017年1月19日吉林省政府批复设立大川街道、新民街道和长荣街道，8个社区工作委员会划入新成立的3个街道。

## 人口民族
根據第七次人口普查數據，截至2020年11月1日零時，汪清縣常住人口為167911人。